# ニルス・シューマン
ニルス・シューマン (Nils Schumann、1978年5月20日-)は、ドイツの陸上競技選手。2000年シドニーオリンピック男子800mにおいて、番狂わせで金メダルを獲得した選手である。

## 主な実績
| 年   | 大会                 | 場所                               | 種目 | 結果 | 記録      |
| ---- | -------------------- | ---------------------------------- | ---- | ---- | --------- |
| 1998 | ヨーロッパ陸上選手権 | ブダペスト（ハンガリー）           | 800m | 金   | 1分44秒89 |
| 1998 | IAAFワールドカップ   | ヨハネスブルグ（南アフリカ共和国） | 800m | 金   | 1分48秒66 |
| 2000 | オリンピック         | シドニー（オーストラリア）         | 800m | 金   | 1分45秒08 |
| 2002 | ヨーロッパ陸上選手権 | ミュンヘン（ドイツ）               | 800m | 銅   | 1分47秒60 |

## 自己ベスト
- 400m - 46.65 (1998年)
- 800m - 1:44.16(2002年)
- 1000m - 2:17.44(1999年)
- 1500m - 3:38.51(2002年)